# Philomène Omatuku Atshakawo Akatshi
Philomène Omatuku Atshakawo Akatshi est une femme politique de la république démocratique du Congo, membre du Parti du peuple pour la reconstruction et la démocratie (PPRD).
Du 6 février 2007 au 10 octobre 2008, elle est ministre de la Condition féminine dans le gouvernement d'Antoine Gizenga.
Dans le gouvernement Gizenga II, elle est ministre du Genre, de la Famille et de l'Enfant. Elle a occupé cette fonction sans budget.
Philomène Omatuku a auparavant été notamment présidente par intérim de l'Assemblée constituante et législative - Parlement de Transition (ACL-PT). Elle est la première femme à présider le parlement congolais.